# Cuộc đời tuyệt vời của Amélie Poulain
Cuộc đời tuyệt vời của Amélie Poulain (tiếng Pháp: Le Fabuleux Destin d'Amélie Poulain, tên tắt là Amélie) là bộ phim hài lãng mạn của Pháp, do Jean-Pierre Jeunet đạo diễn. Lấy bối cảnh ở Paris, phim kể câu chuyện về Amélie Poulain, một cô gái trong sáng, tốt bụng, với những kế hoạch tuy không lớn lao nhưng lại đem đến những thay đổi to lớn cho những người xung quanh.
Phim giành giải phim xuất sắc nhất tại Giải thưởng Phim châu Âu, giành được bốn giải César (bao gồm cả phim xuất sắc nhất và đạo diễn xuất sắc nhất), hai giải BAFTA (bao gồm Kịch bản gốc xuất sắc nhất), và được đề cử cho 5 giải Oscar, giành giải tại các liên hoan phim Tokyo và Karlovy Vary. Bộ phim đã được The New York Times chọn là một trong "1000 phim xuất sắc nhất mọi thời", đặt số 2 của tạp chí Empire Magazine "100 phim hay nhất của điện ảnh thế giới".

## Nội dung
Khi Amélie Poulain còn nhỏ, bố mẹ cô tưởng rằng con gái mình bị mắc bệnh tim. Vì vậy, cô bé được mẹ nuôi dạy tại nhà. Không có bạn chơi, Amélie làm bạn với những người bạn tưởng tượng để xoá đi nỗi cô đơn. Mẹ mất, cô rời nhà và làm phục vụ tại quán Café des 2 Moulins ở Montmartre. Những người làm việc và khách tại quán đều có tính khí lạ thường. Amélie đã thử tìm kiếm tình yêu nhưng chưa thành công.
Vào ngày 31 tháng 12 năm 1997, sau khi nghe tin về cái chết của Diana, Công nương xứ Wales, Amélie bị xúc động mạnh. Cô đã đánh rơi một quả cầu thủy tinh. Quả cầu làm cho một viên gạch trong phòng tắm long ra, để lộ chiếc hộp cũ chứa đầy kỉ vật của một cậu bé nào đó sống trong căn hộ hàng thập kỉ trước. Cô tìm được cậu bé (giờ đã là một ông già) và trả lại chiếc hộp. Chứng kiến niềm vui của người nhận, cô quyết định sẽ dành cả cuộc đời mình để mang lại hạnh phúc cho những người xung quanh.
Để tìm ra chủ nhân chiếc hộp, cô phải hỏi bà Wallace, chủ khu chung cư. Sau đó, cô lại hỏi anh Collignon, chủ cửa hàng rau. Cuối cùng, bà mẹ của Collignon đã nhớ ra cái tên Dominique Bredoteau, nhưng Amélie vẫn không thể tìm ra chủ nhân chiếc hộp. Chỉ đến khi cô gặp người hàng xóm Raymond Dufayel, người họa sĩ già sống tách biệt với thế giới bên ngoài, cô mới biết được họ tên cậu bé năm nào là "Dominique Bretodeau". Nhờ vậy, Amélie đã nhanh chóng tìm ra và lén gửi trả chiếc hộp. Bồi hồi nhớ lại những kỉ niệm vô giá thời ấu thơ, ông Bretodeau quyết định làm lành với con gái và cháu trai của mình, đứa cháu mà ông chưa bao giờ được gặp.
Amélie sau đó còn bí mật thực hiện nhiều kế hoạch để thay đổi cuộc đời của những người xung quanh. Cô đã dẫn đường cho một ông già mù, và không quên miêu tả cho ông về cảnh đường phố náo nức, nhộn nhịp mà hai người đi qua. Cô còn nhờ một người bạn làm tiếp viên hàng không đưa thần lùn giữ của cha đi khắp nơi, rồi chụp ảnh lại và gửi về nhà cho cha, để giúp cha có động lực thực hiện ước mơ đi du lịch vòng quanh thế giới. Cô giúp cho cô phục vụ Georgette tìm được tình yêu với Joseph, một vị khách quen của quán. Cô lấy cắp những bức thư của chồng bà Wallace rồi chắp nối lại thành bức thư mới, để thuyết phục bà rằng chồng bà không bỏ vợ theo người khác mà đã viết bức thư làm lành với vợ, nhưng chẳng may bức thư cuối cùng đó bị thất lạc trong một vụ máy bay rơi. Ngoài ra, thấy Collignon hay ức hiếp, trêu chọc anh bán rau Lucien trước mặt mọi người, cô bí mật lẻn vào nhà hắn để làm mọi thứ trong nhà rối loạn, dạy cho hắn một bài học nhớ đời.
Những kế hoạch của Amélie không thoát khỏi con mắt của ông Dufayel. Mặc dù ông đã chép bức tranh "Bữa ăn trưa của cuộc du ngoạn trên thuyền" của Renoir đến 20 lần, ông vẫn không thể diễn tả được cảm xúc của một cô bé trong bức tranh. Khi bàn luận về ý nghĩa của nhân vật này, Amélie đã bộc lộ sự cô đơn của mình. Dufayel nhận ra điều này, và dùng nhân vật ấy để chuyển những lời nhắn gửi cho Amélie về cuộc đời của cô.
Rồi một ngày, cô gặp và yêu Nino Quincampoix, một anh chàng có thói quen kì quặc: thu thập tất cả những tấm ảnh thẻ bị vứt đi ở các máy chụp ảnh trong thành phố. Amélie nhặt được một cuốn album ảnh mà anh vô tình đánh rơi. Để trả lại cuốn album, cô đã khiến cho Nino phải đi vòng quanh thành phố Paris. Cô quá thẹn thùng khi Nino đến quán cà phê nơi mình làm việc, và cố che giấu danh tính của mình. Bạn cô, Gina, đã gặp Nino và nói cho anh biết về tình yêu Amélie dành cho anh; nhưng lại bị mọi người trong quán hiểu nhầm rằng hai người yêu nhau. Ông Dufayel đã khuyến khích Amélie, cho cô quyết tâm để theo đuổi tình yêu. Và cuối cùng, Nino và Amélie chính thức gặp mặt; cuộc tình lãng mạn giữa hai người bắt đầu.

## Diễn viên
- André Dussollier: người dẫn chuyện
- Audrey Tautou trong vai Amélie Poulain, một cô gái trẻ trung, trong sáng và thông minh. Hồi nhỏ, cô vốn không có bạn bè, vì vậy phải chơi đùa với những người bạn trong trí tưởng tượng của mình. Lớn lên, cô vẫn cảm thấy cô độc, và không thể tìm được tình yêu của đời mình. Để đỡ trống trải và cô đơn, cô thường làm những hành động kì quặc, như cho tay vào bao đỗ, hay ném đá xuống sông... Tuy cô đã làm cho cuộc đời những người xung quanh trở nên tốt đẹp hơn nhưng lại không biết làm thế nào để đỡ cảm thấy cô đơn. Chỉ khi gặp Nino, cô mới có được hạnh phúc đích thực.
  - Flora Guiet trong vai Amélie lúc nhỏ
- Mathieu Kassovitz trong vai Nino Quincampoix. Trái ngược với Amélie, hồi nhỏ Nino có quá nhiều bạn bè, vì vậy thường bị các bạn trêu chọc, bắt nạt. Nino là nhân viên của một cửa hàng chuyên bán băng đĩa khiêu dâm và đồ chơi tình dục. Anh còn làm ở công viên trò chơi, với nhiệm vụ đóng giả một con ma trong trò chơi đường hầm ma quái. Anh có một cuốn album dày toàn những tấm ảnh thẻ bị thải bỏ, có lẽ vì anh cũng cô đơn như Amélie và muốn có một gia đình.
  - Amaury Babault trong vai Nino lúc nhỏ
- Rufus trong vai Raphaël Poulain, cha của Amélie. Khi Amélie còn nhỏ, ông là một bác sĩ. Ông rất ít khi chơi đùa, tiếp xúc với con gái mình. Sau cái chết của người vợ, ông lại càng sống khép kín, không tiếp xúc với thế giới bên ngoài. Sau khi nghỉ hưu, ông chỉ lo chăm sóc cho "đền thờ" người vợ đã mất của mình. Tuy nhiên, ngày xưa ông đã từng có ước mơ đi du lịch vòng quanh thế giới. Chính Amélie đã khơi dậy mơ ước này ở cha mình.
- Serge Merlin trong vai Raymond Dufayel, "Người đàn ông thủy tinh". Đúng như biệt danh, xương của ông dễ vỡ như thủy tinh, vì vậy ông chỉ có thể quẩn quanh trong ngôi nhà với những đồ vật được bọc đệm lót dày bên ngoài. Mỗi năm, ông Dufayel lại vẽ lại bức hoạ "Bữa ăn trưa của cuộc du ngoạn trên thuyền". Trong phim, ông và Amélie giúp đỡ lẫn nhau: Amélie thu lại các kênh truyền hình và gửi cho Dufayel để giúp ông yêu đời trở lại, còn ông thúc đẩy Amélie đến với Nino.
- Lorella Cravotta trong vai Amandine Poulain, mẹ Amélie. Ở phần đầu phim, bà được giới thiệu là một người yếu đuối, dễ xúc động mạnh. Bà không cho Amélie đến trường mà tự dạy con học ở nhà. Trong một chuyến đi đến nhà thờ, bà bị một người nhảy lầu tự tử từ trên cao rơi xuống đè chết.
- Clotilde Mollet trong vai Gina, nữ phục vụ
- Claire Maurier trong vai Suzanne, chủ quán Café des deux moulins
- Isabelle Nanty trong vai Georgette, cô phục vụ lúc nào cũng ảo tưởng rằng mình bị đủ thứ bệnh, mặc dù thực tế cô hoàn toàn bình thường. Nhờ có sự giúp đỡ của Amélie, cô và Joseph đã yêu nhau, và trong khi ân ái trong nhà vệ sinh, họ đã làm rung chuyển cả quán cà phê.
- Dominique Pinon trong vai Joseph, người yêu cũ của Gina. Dù hai người đã chia tay nhưng Joseph lúc nào cũng đến ngồi ở quán, tay lăm lăm chiếc máy ghi âm để ghi lại những khoảnh khắc mà anh nghĩ là Gina tình tứ với người khác.
- Artus de Penguern trong vai Hipolito, nhà văn
- Yolande Moreau trong vai Madeleine Wallace, một người goá chồng. Chồng bà có người khác, nhưng họ mất trong một tai nạn xe hơi. Bà Wallace vẫn rất yêu chồng và giữ gìn rất cẩn thận những bức thư tình của chồng.
- Urbain Cancelier trong vai Collignon, người bán rau. Collignon béo ú, lại hay trêu chọc anh phụ tá Lucien vì tính chậm chạp và kém thông minh.
- Jamel Debbouze trong vai Lucien, phụ tá người bán rau. Mặc dù có vẻ không được thông minh nhanh nhẹn cho lắm nhưng anh lại thích vẽ tranh với ông Dufayel. Trong phim, Lucien còn có vẻ rất ái mộ Công nương Diana.
- Maurice Bénichou trong vai Dominique Bretodeau
  - Kevin Fernandes trong vai Dominique lúc trẻ
- Michel Robin trong vai ông Collignon
- Andrée Damant trong vai bà Collignon
- Claude Perron trong vai Eva, đồng nghiệp của Nino
- Armelle Lesniak trong vai Philomène, nữ chủ nhân
- Ticky Holgado trong vai người đàn ông trong ảnh

## Sản xuất

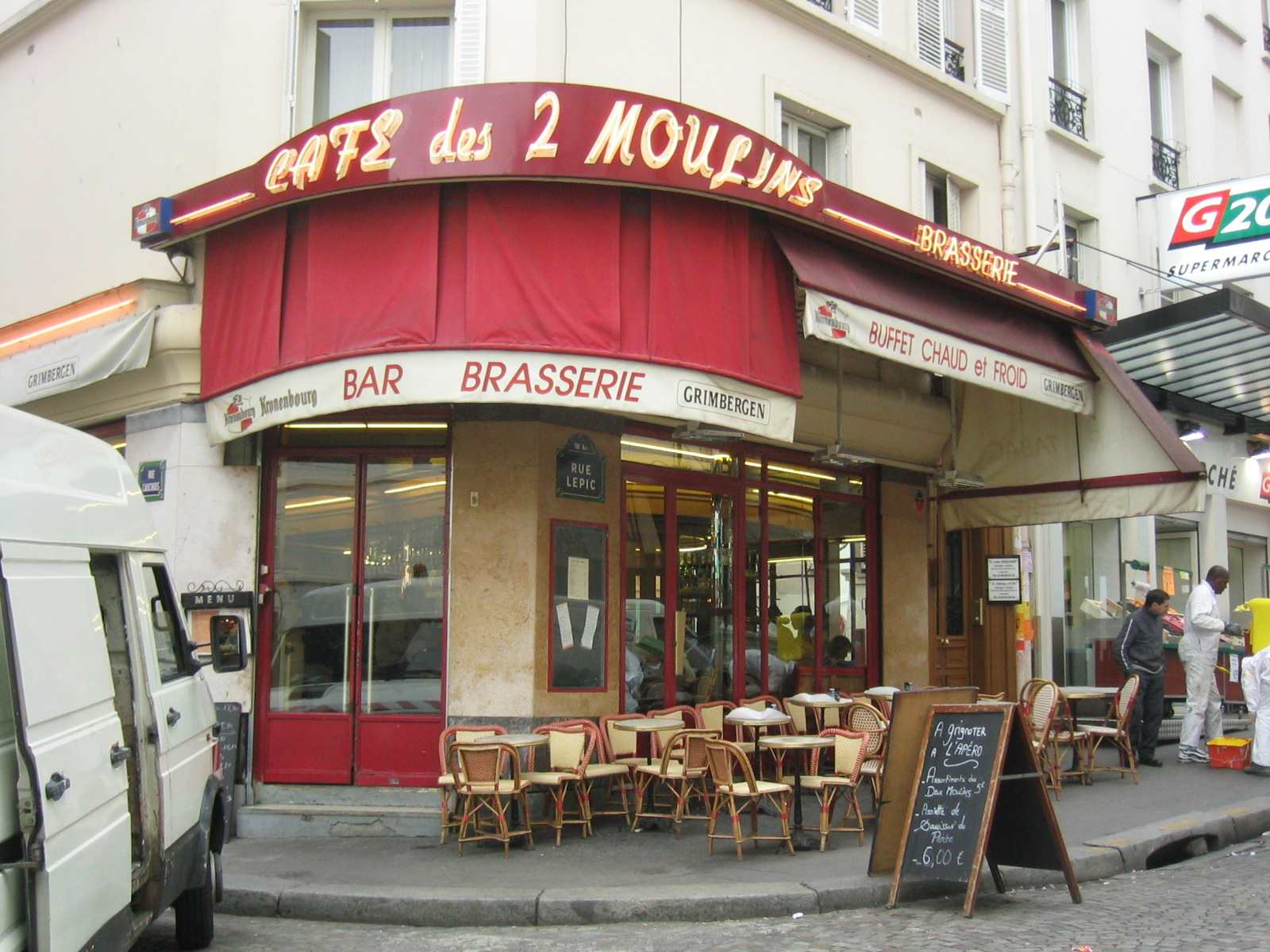
Café des 2 Moulins, nơi làm việc của Amélie

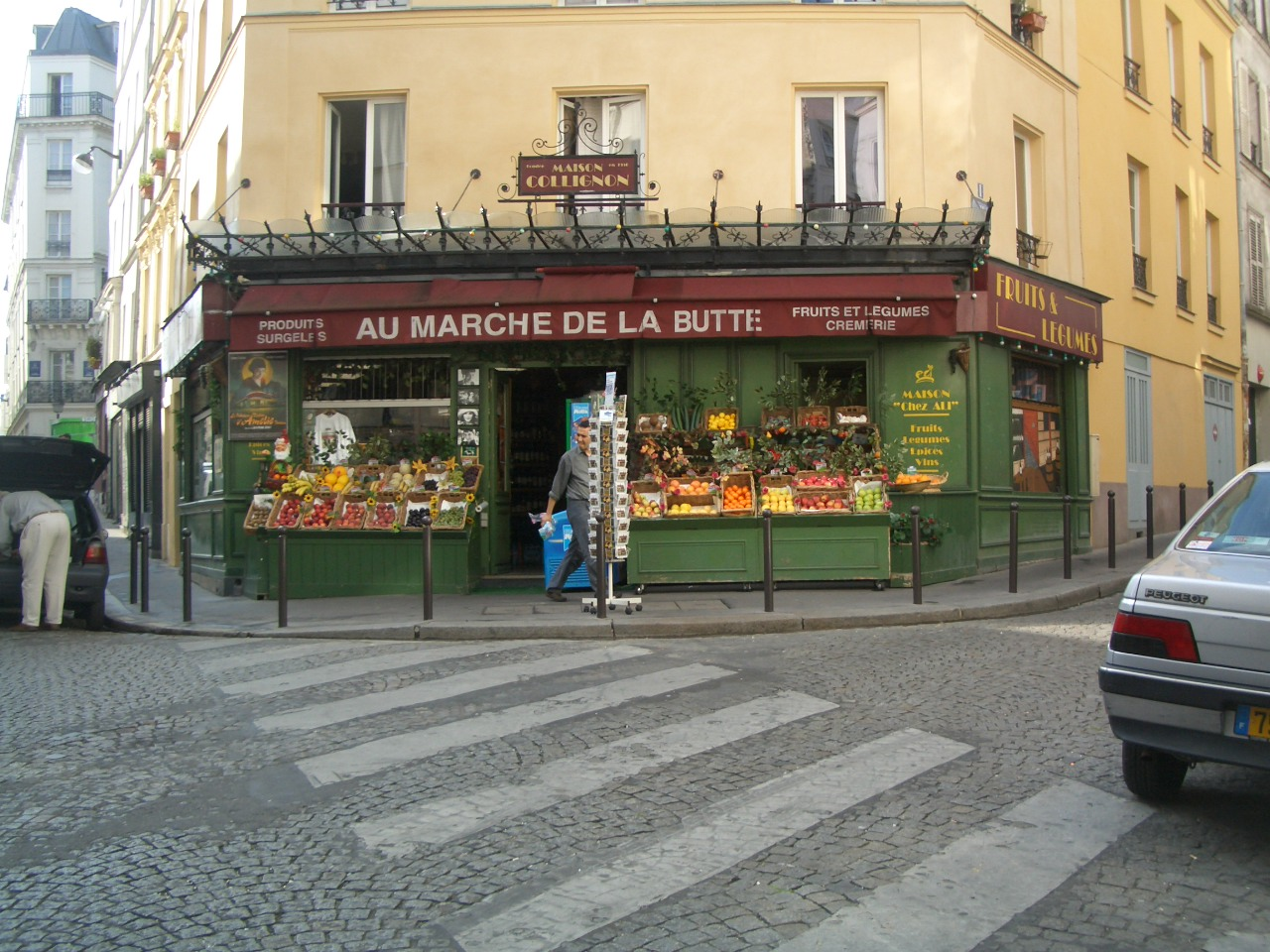
Tiệm Au Marché de la Butte, trong phim là cửa hàng rau của Collignon.

Bộ phim chủ yếu được quay tại Paris. Quán cà phê Café des 2 moulins (Hai chiếc cối xay gió), nơi làm việc của Amélie, là có thật (ở 15 Rue Lepic, Montmartre, Paris). Cửa hàng rau của Collignon thực chất là tiệm Au Marche de la Butte, Rue des Trois Frères, Paris.
Phim cũng có sử dụng các kĩ xảo được thực hiện bởi máy tính. Những cảnh tại trường quay được quay ở Cologne, Đức.
Tất cả nhạc phẩm được soạn bởi Yann Tiersen, trừ những phần có ghi chú.
| STT | Nhan đề                                                                                | Thời lượng |
| --- | -------------------------------------------------------------------------------------- | ---------- |
| 1.  | "J'y suis jamais allé"                                                                 | 1:34       |
| 2.  | "Les Jours tristes" (phiên bản không lời, soạn bởi Tiersen và Neil Hannon)             | 3:03       |
| 3.  | "La Valse d'Amélie"                                                                    | 2:15       |
| 4.  | "Comptine d'un autre été: L'Après-midi"                                                | 2:20       |
| 5.  | "La Noyée"                                                                             | 2:03       |
| 6.  | "L'Autre valse d'Amélie"                                                               | 1:33       |
| 7.  | "Guilty" (biểu diễn: Al Bowlly, lời: Gus Kahn, nhạc: Richard A. Whiting và Harry Akst) | 3:13       |
| 8.  | "À quai"                                                                               | 3:32       |
| 9.  | "Le Moulin"                                                                            | 4:27       |
| 10. | "Pas si simple"                                                                        | 1:52       |
| 11. | "La Valse d'Amélie" (hoà tấu)                                                          | 2:00       |
| 12. | "La Valse des vieux os"                                                                | 2:20       |
| 13. | "La Dispute"                                                                           | 4:15       |
| 14. | "Si tu n'étais pas là" (bieur diễn: Fréhel, viết bởi Gaston Claret và Pierre Bayle)    | 3:29       |
| 15. | "Soir de fête"                                                                         | 2:55       |
| 16. | "La Redécouverte"                                                                      | 1:13       |
| 17. | "Sur le fil"                                                                           | 4:23       |
| 18. | "Le Banquet"                                                                           | 1:31       |
| 19. | "La Valse d'Amélie" (bản piano)                                                        | 2:38       |
| 20. | "La Valse des monstres"                                                                | 3:39       |
| 21. | "L'Autre valse d'Amélie" (tặng thêm)                                                   | 1:43       |
| 22. | "Les Deux pianos" (tặng thêm)                                                          | 2:00       |
| 23. | "Comptine d'un autre été: La Démarche" (tặng thêm)                                     | 2:03       |
| 24. | "La Maison" (tặng thêm)                                                                | 2:03       |

## Phát hành
Phim ban đầu được phát hành tại Pháp, Bỉ và vùng nói tiếng Pháp tại Thuỵ Sĩ vào tháng 4 năm 2001, đồng thời được chọn công chiếu tại nhiều liên hoan phim trên thế giới. Phim cũng được phát hành tại Bắc Mĩ, Anh và Australia sau đó.
Khi chọn lựa phim cho Liên hoan phim Cannes, Gilles Jacob cảm thấy Amélie "vô vị" nên phim không được chiếu tại liên hoan, mặc dù Jacob chỉ được xem phiên bản phim khi chưa có nhạc. Sự vắng mặt của phim đã gây ra tranh cãi vì phim được khán giả và giới truyền thông Pháp đón nhận nồng nhiệt.

## Giải thưởng và vinh danh
Bộ phim được đón nhận khá tốt và được trình chiếu tại nhiều nơi trên thế giới. Phim được đề cử năm giải Oscar: Thiết kế sản xuất xuất sắc nhất, Quay phim xuất sắc nhất, Phim ngoại ngữ hay nhất, Kịch bản gốc xuất sắc nhất, Giải Oscar cho hòa âm hay nhất; tuy nhiên đều không được nhận giải.
Trong năm 2001, phim đoạt nhiều Giải phim châu Âu, trong đó có giải cho phim hay nhất. Phim cũng giành giải thưởng tại các liên hoan phim quốc tế ở Toronto và Karlovy Vary. Năm 2002, tại Pháp, Amélie giành các giải César cho phim hay nhất, đạo diễn xuất sắc nhất, nhạc phim hay nhất và thiết kế sản xuất xuất sắc nhất; giải thưởng của Hội các nhà phê bình điện ảnh Pháp cho phim hay nhất.
Phim được bình chọn là "1000 phim hay nhất mọi thời" trên Thời báo New York. Tạp chí phim Empire đặt bộ phim ở vị trí thứ hai trong danh sách "100 phim hay nhất của điện ảnh thế giới". Tạp chí Paste cũng xếp phim đứng thứ hai trong "50 phim hay nhất thập kỉ (2000-2009).